# Лейтер, Майкл
Майкл Лейтер (англ. Michael E. Leiter; род. 1969, Энглвуд, Нью-Джерси, США) — партнёр фирмы Skadden, Arps, Slate, Meagher & Flom. Директор Национального контртеррористического центра США с 2007 по 2011 год.

## Образование и военная служба
Вырос в Энглвуде, штат Нью-Джерси, США, где в 1987 году окончил Школу Дуайт-Энглвуд. В 1991 году окончил Колумбийский колледж Колумбийского университета, получив степень бакалавра искусств. С 1991 по 1997 год служил офицером морской авиации Военно-морских сил США. Был членом экипажа палубного самолёта EA-6B Prowler и участвовал в боевых и миротворческих операциях в бывшей Югославии и Ираке. В 2000 году с отличием окончил Гарвардскую школу права, получив степень доктора юриспруденции. На втором году обучения в школе права он был избран президентом (главным редактором) журнала Harvard Law Review.

## Карьера
После окончания школы права работал судебным клерком у члена Верховного суда США Стивена Брайера. С 2002 по 2005 год служил помощником федерального прокурора Восточного округа Виргинии, США. С 2004 по 2005 год был заместителем генерального юрисконсульта и помощником директора Иракской комиссии по разведке, которая занималась разведданными об оружии массового уничтожения. Лейтер помог в развитии Отдела национальной безопасности Федерального бюро расследований. С 2005 по 2007 год служил заместителем руководителя штаба в Офисе Директора Национальной разведки. С ноября 2007 года исполнял обязанности директора Национального контртеррористического центра (НКЦ). В 2008 году Президент США Джордж Уокер Буш назначил Лейтера директором НКЦ. Он был приведён к присяге 12 июня 2008 года и ушёл с поста в 2011 году.
В 2011 году присоединился к компании Palantir Technologies в Пало-Алто. В ней он работал главой глобального управления и киберрешений, а также старшим советником Chief Executive Officer. В 2014 году присоединился к компании Leidos, став главным директором по стратегии, исполнительным вице-президентом по развитию бизнеса и главой отдела слияний и поглощений. 5 сентября 2017 года было объявлено, что Лейтер присоединился к фирме Skadden, Arps, Slate, Meagher & Flom.

## Личная жизнь
Лейтеру нравится заниматься садоводством и смотреть игры бейсбольного клуба «Вашингтон Нэшионалс».